# NGC 1097
NGC 1097 (también conocido como Caldwell 67) es una galaxia espiral barrada a unos 45 millones de años luz de distancia en la constelación del Horno. A partir de 2006, tres supernovas ( SN 1992bd, SN 1999eu, y SN 2003B ) han sido observados en NGC 1097.
NGC 1097A es una galaxia Seyfert, con chorros de disparo desde el centro. 

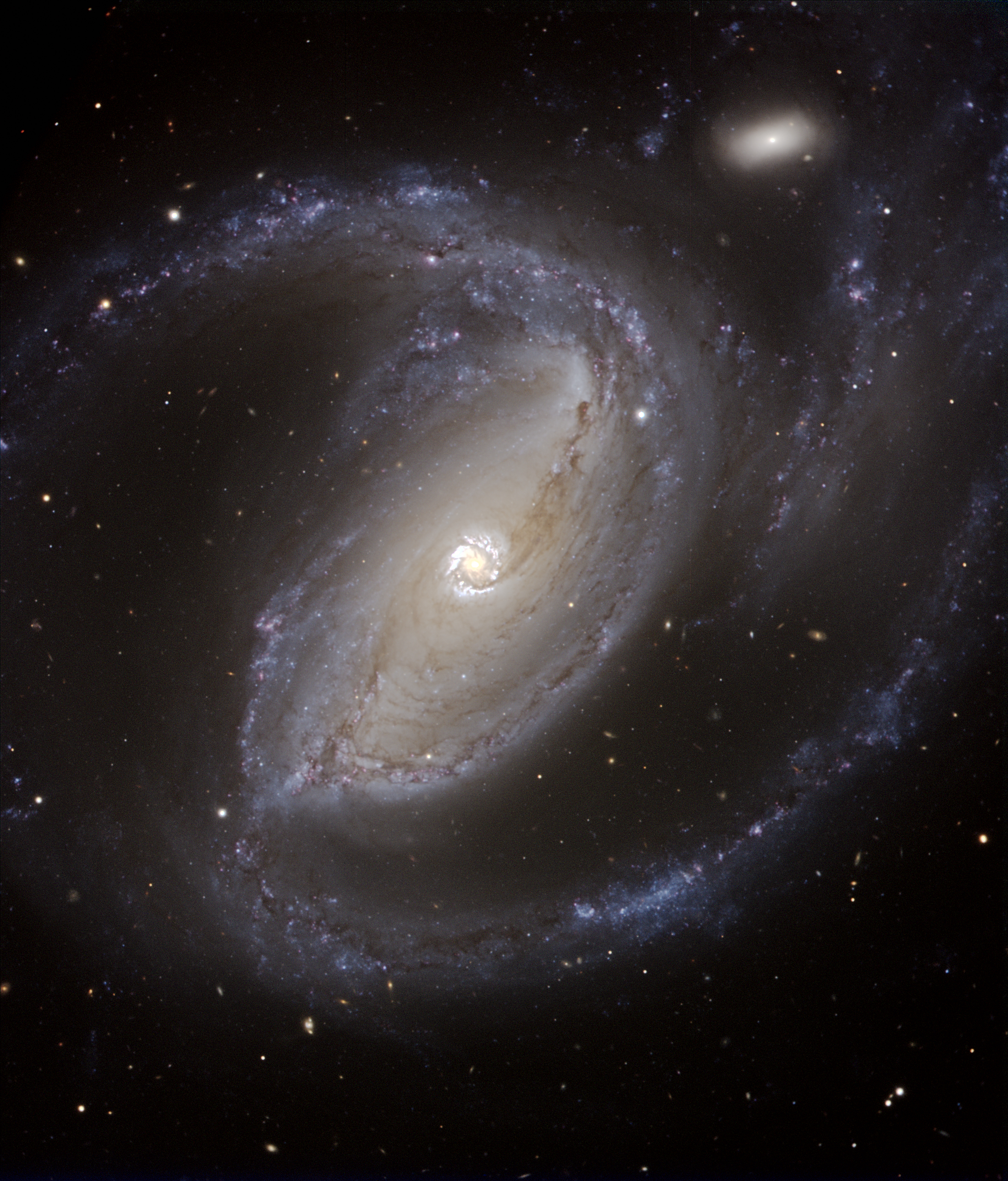
Color casi real de síntesis basado en 3 imágenes hechas con el instrumento multimodal VIMOS en el Melipal de 8,2 metros (Unidad Telescopio 3) del Very Large Telescope del Observatorio Europeo del Sur.

Como la mayoría de las galaxias, NGC 1097 tiene un agujero negro supermasivo en su centro. Alrededor del agujero negro central es un anillo de estrellas que forman las regiones con una red de gas y polvo que las espirales del anillo del agujero negro.
NGC 1097 tiene dos galaxias satélites. La mayor de ellas es la galaxia elíptica enana NGC 1097A. Se trata de un peculiar galaxia elíptica que orbita alrededor de 42.000 años luz del centro de NGC 1097. La otra, la externa, es la galaxia enana NGC 1097B, de la que se sabe poco todavía.

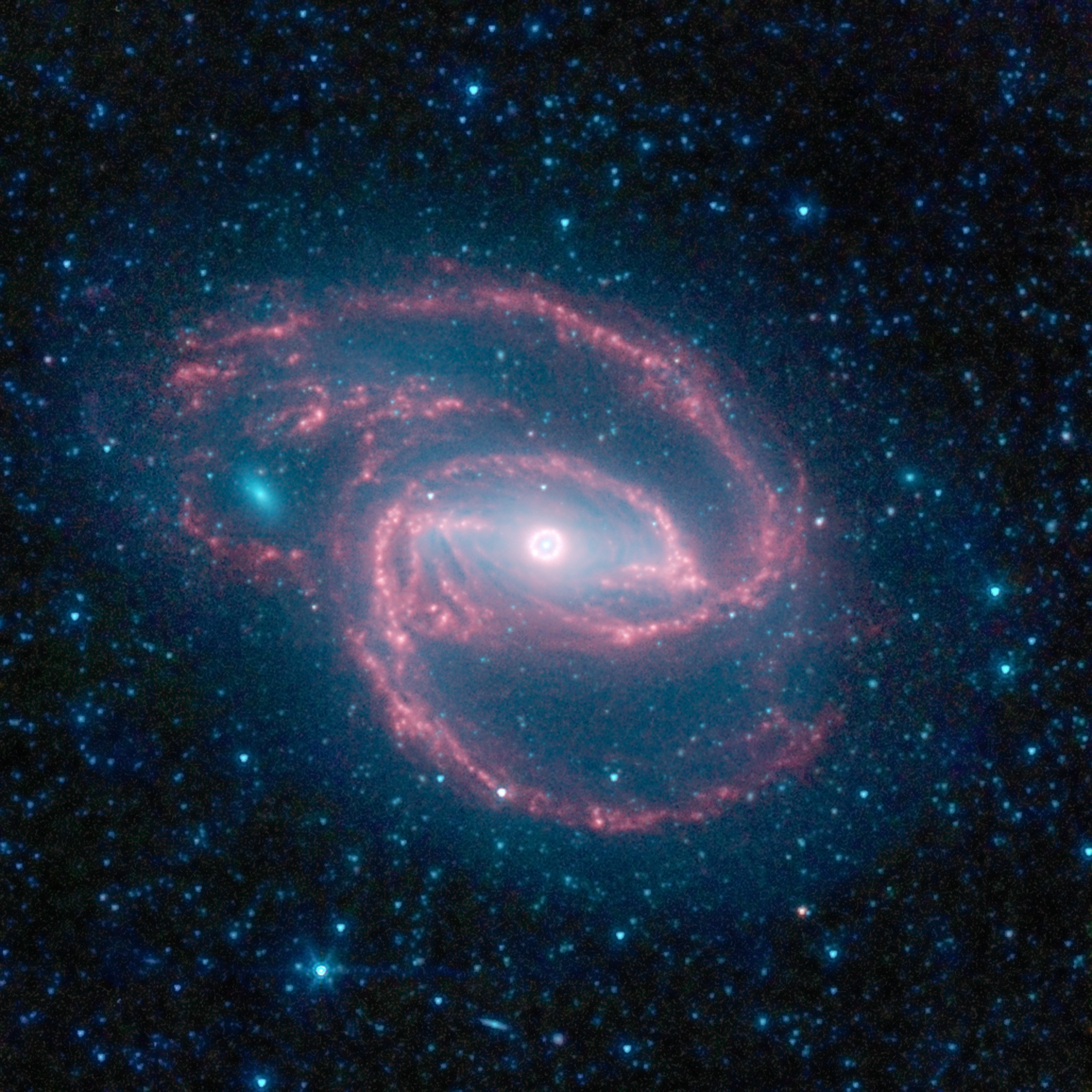
NGC 1097A en infrarrojos.
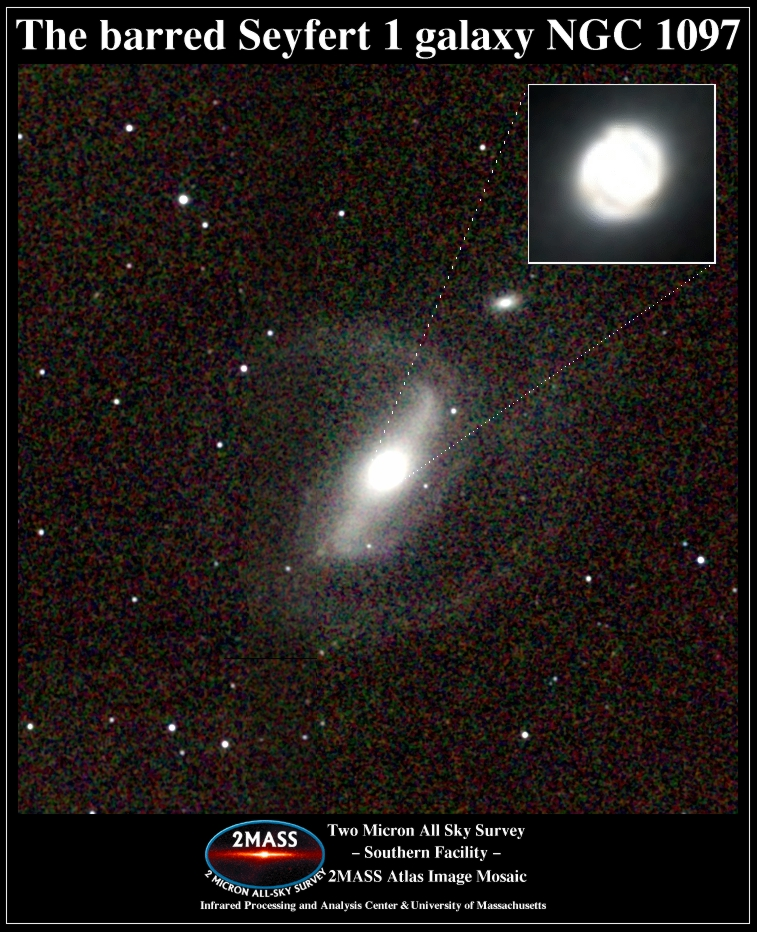
Atlas de NGC 1097A.
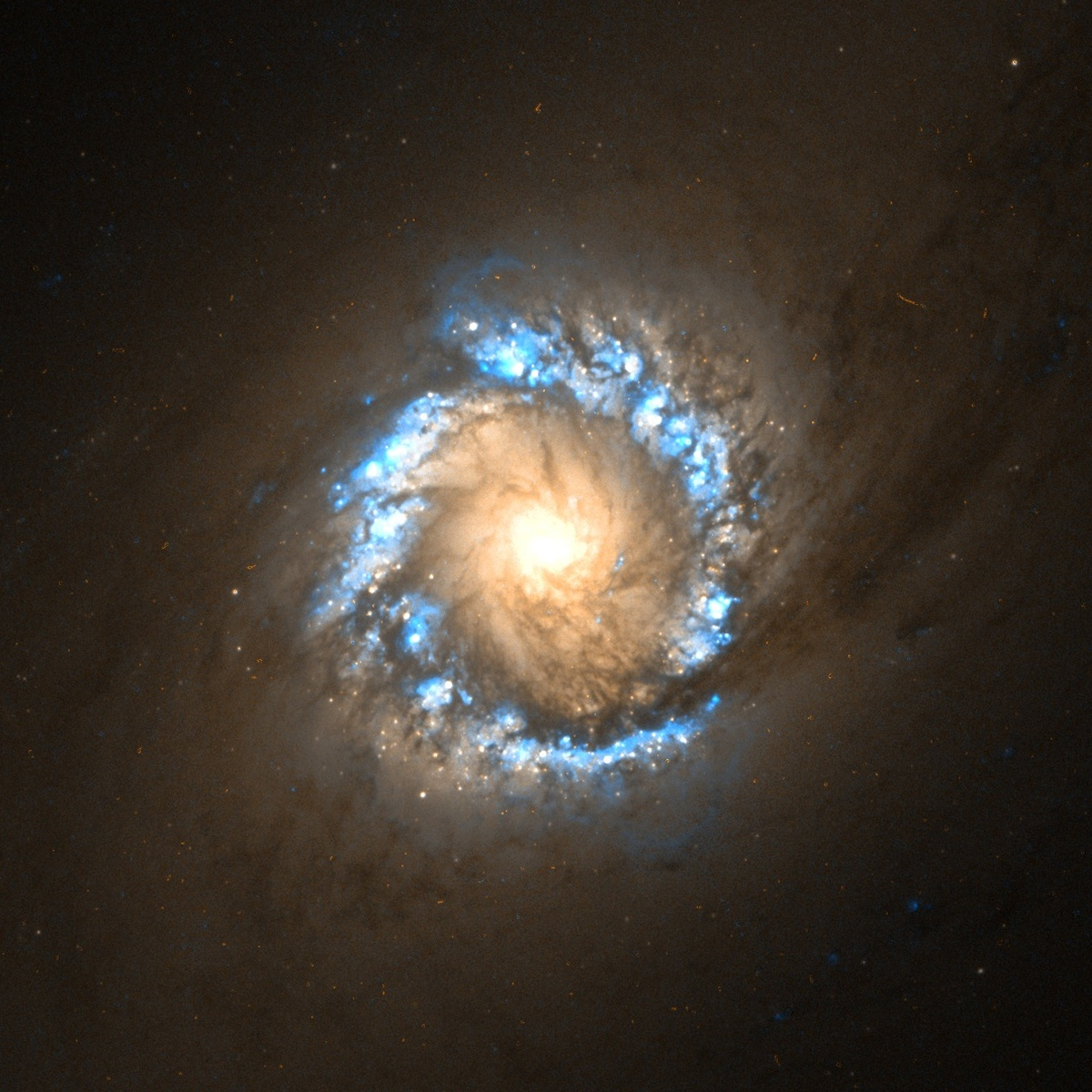
Anillo de formación estelar en NGC 1097A. HST. Vista de 0.9′.

Coordenadas:  02h 46m 19.0s, −30° 16′ 30″
- Datos: Q493569
- Multimedia: NGC 1097 / Q493569